# Самокритика
Самокри́тика — рефлексивне ставлення людини до себе, здатність до самостійного пошуку помилок, оцінки своєї поведінки і результатів мислення.
Наявність критики до себе вважається умовою психічного здоров'я особистості, але надмірна самокритика може розглядатися як ознака нездоров'я (див. «Психопатологія»).
Це також громадська критика недоліків роботи власного підприємства, своєї організації, а також праці й поведінки окремих робітників.